# Traugott von Jagow

Traugott von Jagow

Traugott Achatz von Jagow (* 18. Mai 1865 in Perleberg, Brandenburg; † 15. Juni 1941 in Berlin) war ein deutscher Verwaltungsjurist, preußischer Beamter und konservativer Politiker. Er war von 1909 bis 1916 Polizeipräsident in Berlin, anschließend bis 1918 Regierungspräsident in Breslau. Er nahm 1920 am antirepublikanischen Kapp-Putsch teil und war für das Amt des Innenministers vorgesehen.

## Familie
Jagow wurde als Sohn des preußischen Landrats und Politikers Julius von Jagow und dessen Ehefrau Thekla Marie geb. Gräfin Wilamowitz-Möllendorf geboren. Sein Bruder war der General der Kavallerie Walther von Jagow.

## Leben
Nach häufigem Schulwechsel legte er schließlich zu Ostern 1885 am Gymnasium zu Stendal das Abitur ab. Nach dem Schulbesuch studierte er an der Georg-August-Universität Göttingen, in Halle und in Lausanne Rechts- und Staatswissenschaften. In Göttingen promovierte Traugott von Jagow Anfang 1889 zum Dr. jur. Ab 1885 war er Angehöriger, ab 1935 Ehrenmitglied des Corps Saxonia Göttingen. Seinen Militärdienst leistete Traugott von Jagow als Einjährig-Freiwilliger und war anschließend Reserveoffizier in verschiedenen preußischen Kavallerieregimentern, zuletzt Major d. R. im Garde-Kürassier-Regiment in Berlin.
Traugott von Jagow trat zuerst in den preußischen Justizdienst ein, wechselte aber wenig später in den preußischen Verwaltungsdienst zwecks Ausbildung zum höheren Verwaltungsbeamten über. Nachdem er wegen der schweren Erkrankung seines Vaters, der Landrat des Kreises Westprignitz mit Amtssitz in Perleberg war, diesen als Hilfskraft unterstützt hatte, wurde er 1895 nach dessen krankheitsbedingten Pensionierung selbst Landrat des heimatlichen Kreises Westprignitz. Hier erwies sich Traugott von Jagow als befähigter, zupackender und sehr initiativreicher Verwaltungsbeamter. Deshalb versetzte man ihn im Jahr 1906 unter Überspringung des Ranges als Regierungsrat sogleich als Oberregierungsrat ins Regierungspräsidium Potsdam.
Da sich der politische, stockkonservativ gesinnte Traugott von Jagow auch in Potsdam als befähigter Beamter hervorragend bewährte, erhielt er zum 27. Oktober 1909 seine Ernennung zum Kgl. Polizeipräsidenten in Berlin, ein Amt, das damals dem des Regierungspräsidenten eines Regierungsbezirkes als gleichwertig erachtet wurde. Dieses Amt hatte er bis 1916 inne. Zum geflügelten Wort wurde sein Kommentar zur Anmeldung einer linken Demonstration: „Die Straße gehört dem Verkehr. Ich warne Neugierige.“ Wegen des gestiegenen Verkehrsaufkommens ließ von Jagow in Berlin-Mitte die weltweit erste Einbahnstraße für Automobile einrichten: Die Friedrichstraße durfte zwischen Unter den Linden und Behrenstraße nur in südliche Richtung befahren werden. Von Jagow sorgte auch für eine moderne Ausbildung und Ausrüstung der Berliner Polizei.
1911 griff der Journalist Alfred Kerr in der Zeitschrift Pan Jagow in einer Retourkutsche für die diesem amtlich obliegende Zensur der Zeitschrift an: Er machte öffentlich, dass Jagow die Gattin von Kerrs Verleger Paul Cassirer, Tilla Durieux, bedrängt hatte. Nach anderen Angaben hatte der zeitlebens ledige Traugott von Jagow mit Tilla Durieux ein Techtelmechtel, hinter das deren eifersüchtiger Gatte durch ein abgefangenes Billet kam. Diese private Affäre wurde von allen Beteiligten gütlich beigelegt, und es hätte keine Notwendigkeit bestanden, öffentlich daran zu rühren. Kerr machte aus dieser rein privaten eine viel besprochene politische Affäre im Kaiserreich. Dies tat Jagows weiterer Karriere aber keinen Abbruch.
Vom 2. Juni 1916 bis zum November 1918 war Jagow, allerdings nur rein nominell, Regierungspräsident des Regierungsbezirkes Breslau, denn er trat seinen neuen Dienstposten wegen seiner Einberufung zum Militärdienst nie an. Nach seiner Pensionierung 1918 war er Direktor des Pommerschen Landbunds.
Als Major d. R. zählte Jagow 1920 zu den Initiatoren des Kapp-Putsches. In der kurzlebigen „Regierung der Ordnung, der Freiheit und der Tat“, die von Wolfgang Kapp während des nach ihm benannten Putsches gebildet wurde (13. bis 17. März 1920), war er „Minister des Innern“. Nach dem Scheitern des Putsches stellte er sich als einziger führender Putschist den Behörden und rechnete zeitweise damit, wegen Hochverrats zum Tode verurteilt zu werden.
Das Gericht verurteilte ihn am 21. Dezember 1921 lediglich wegen Beihilfe zum Hochverrat zur Mindeststrafe von fünf Jahren Festungshaft, die er im pommerschen Gollnow verbüßte. In diesem Urteil hieß es einerseits sinngemäß, dass § 81 Abs. I Nr. 2 StGB (Hochverrat) die jeweils gültige Verfassung des Deutschen Reichs und damit auch die neue Weimarer Verfassung schützen solle. Andererseits hieß es: „Bei der Strafzumessung sind dem Angeklagten [gemeint ist Traugott von Jagow], der unter dem Bann selbstloser Vaterlandsliebe und eines verführerischen Augenblicks dem Rufe von Kapp gefolgt ist, mildernde Umstände zugebilligt worden.“ Er wurde Ende 1924 begnadigt und vorzeitig aus der Haft entlassen.
Nach der Haftentlassung klagte Jagow vor dem Reichsgericht erfolgreich rückwirkend seine Pension ein, selbst für die Zeit seiner hochverräterischen Betätigung. Nach der Haftverbüßung lebte er, den selbst politische Gegner stets als „alten Kavalier“ bezeichneten, im Stillen der Aufrechterhaltung des monarchischen Gedankens in Deutschland, weshalb er im Bund der Aufrechten mitwirkte.
In der NS-Zeit wurde von Jagow nicht politisch verfolgt, aber auch nicht (wie von ihm erhofft) offiziell rehabilitiert. Er galt wegen seiner Vergangenheit als politischer Reaktionär, erhielt keine Ämter oder politischen Funktionen mehr. Er starb 1941 in Berlin und wurde auf seinen Wunsch in seiner Geburtsstadt Perleberg beigesetzt.